# Aura Xilonen

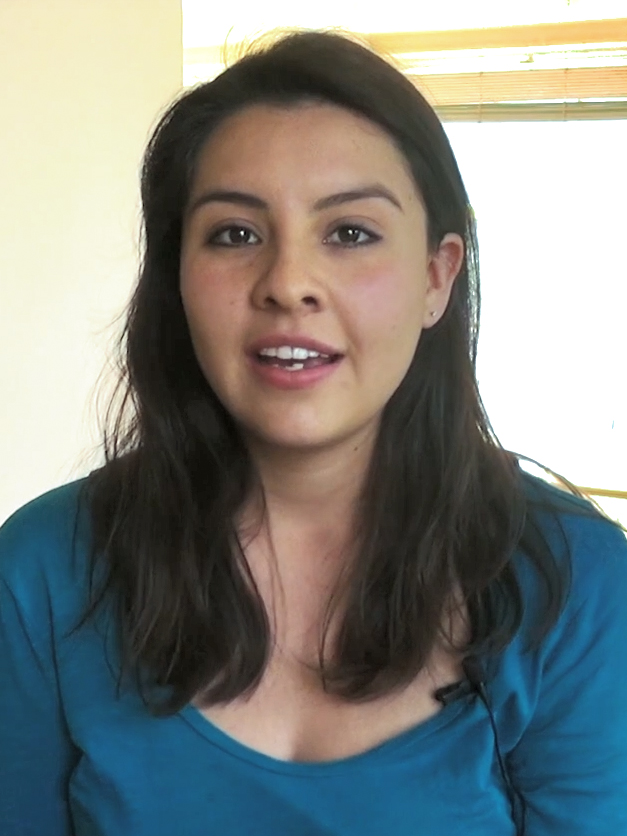
Aura Xilonen (2017)

Aura Xilonen Arroyo (geboren 20. Dezember 1995 in Ciudad de México) ist eine mexikanische Schriftstellerin.  

## Leben
Aura Xilonen studiert Film an der Benemérita Universidad Autónoma de Puebla. Sie veröffentlichte 2015 ihren ersten Roman Campeón Gabacho, der in der Folge in mehrere Sprachen übersetzt wurde. Von Juli bis Dezember 2019 weilt Xilonen als Writer in Residence des Literaturhauses Zürich und der Stiftung PWG in Zürich.

## Werke
- Campeón Gabacho. México, D.F. : Literatura Random House, 2015
  - Gringo Champ : Roman. Übersetzung Susanne Lange. München : Carl Hanser, 2019